# Kerodon
Kerodon é um gênero de roedor da família Caviidae.

## Espécies
- Kerodon acrobata Moojen, Locks e Langguth, 1997
- Kerodon rupestris (Wied-Neuwied, 1820)